# Camille Pognante
Camille Pognante (5 de octubre de 2006) es un deportista francesa que compite en bádminton. Ganó una medalla de bronce en el Campeonato Europeo de Bádminton de 2025, en la prueba de dobles.

## Palmarés internacional
| Campeonato Europeo | Campeonato Europeo  | Campeonato Europeo | Campeonato Europeo |
| Año                | Lugar               | Medalla            | Prueba             |
| ------------------ | ------------------- | ------------------ | ------------------ |
| 2025               | Horsens (Dinamarca) | Medalla de bronce  | Dobles             |